# 김제동헌

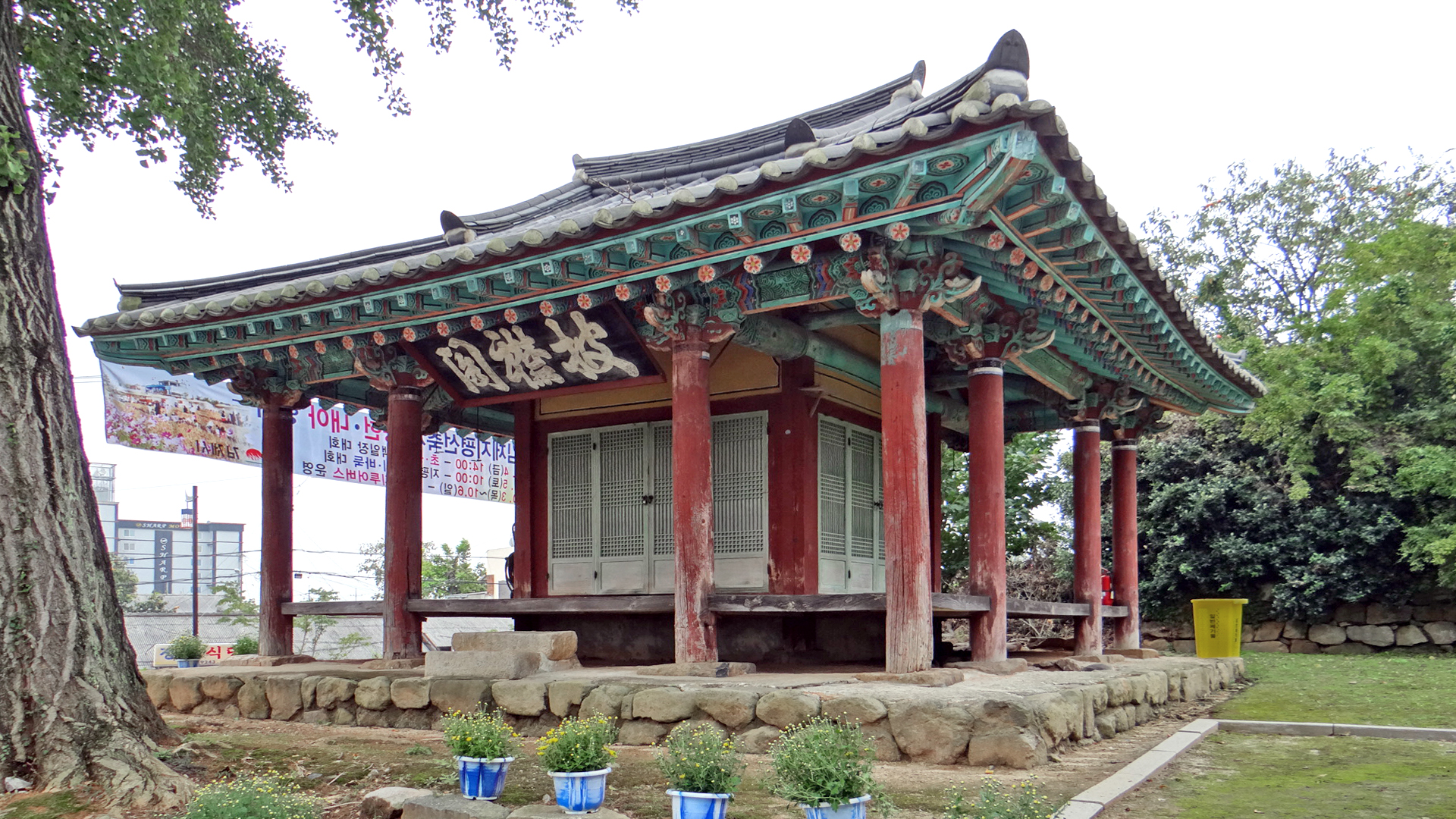
피금각

김제동헌(金堤東軒)은 대한민국 전북특별자치도 김제시에 있는 조선시대의 고을의 공무를 수행하던 관아건물이다. 1974년 9월 27일 전라북도의 유형문화재 제60호로 지정되었다.

## 사진

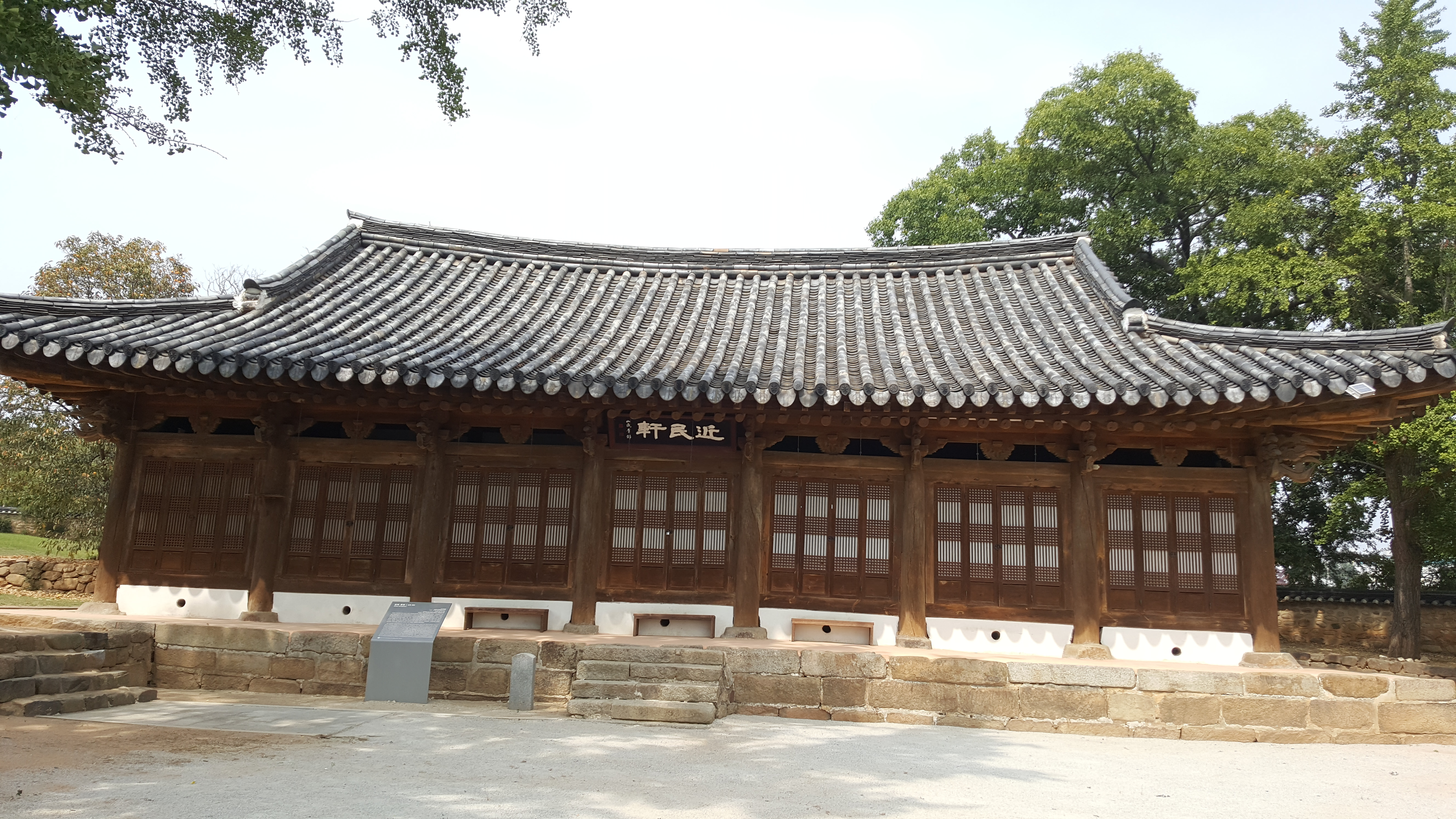
김제 동헌, 근민헌
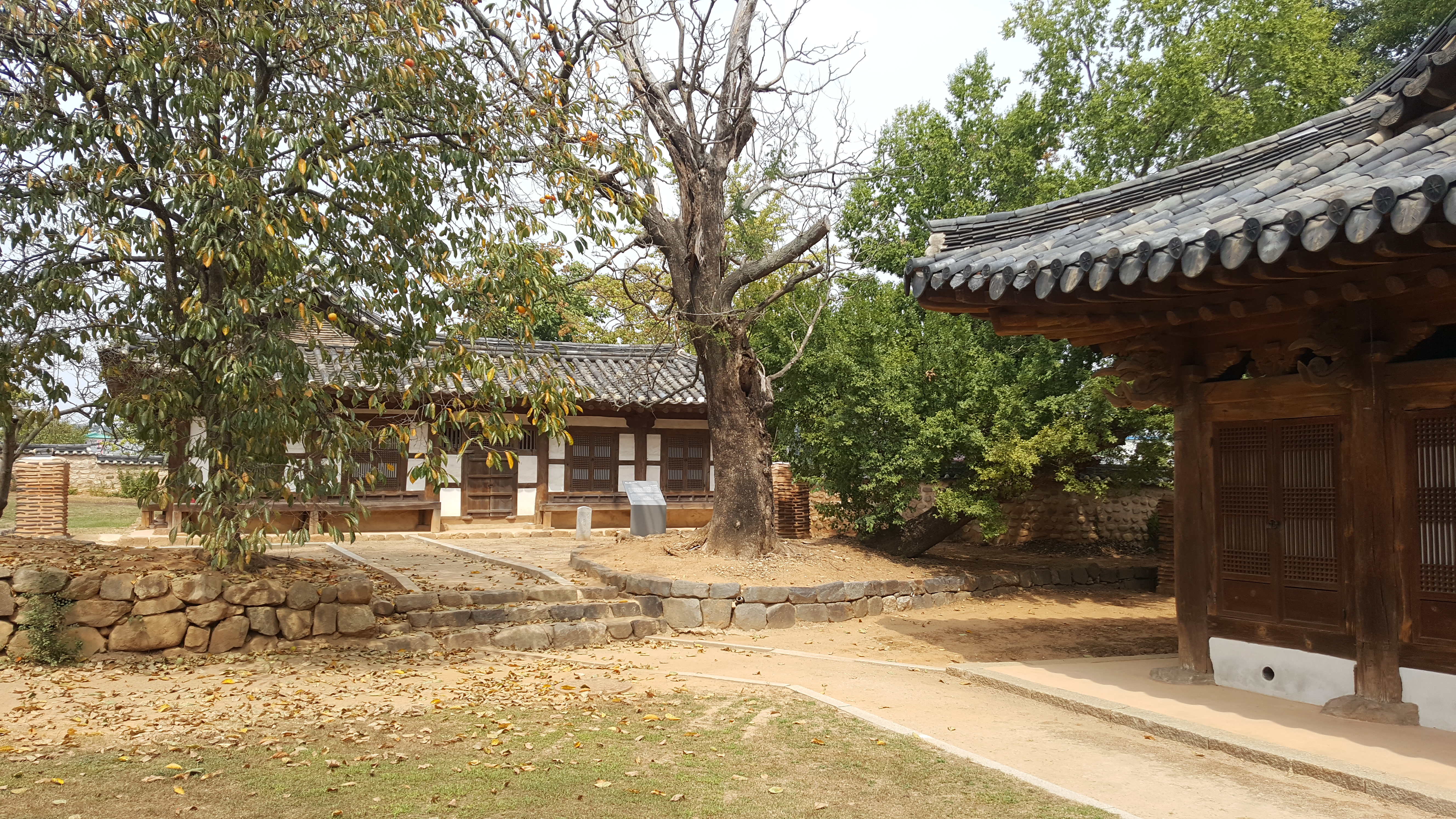
김제 동헌과 내아
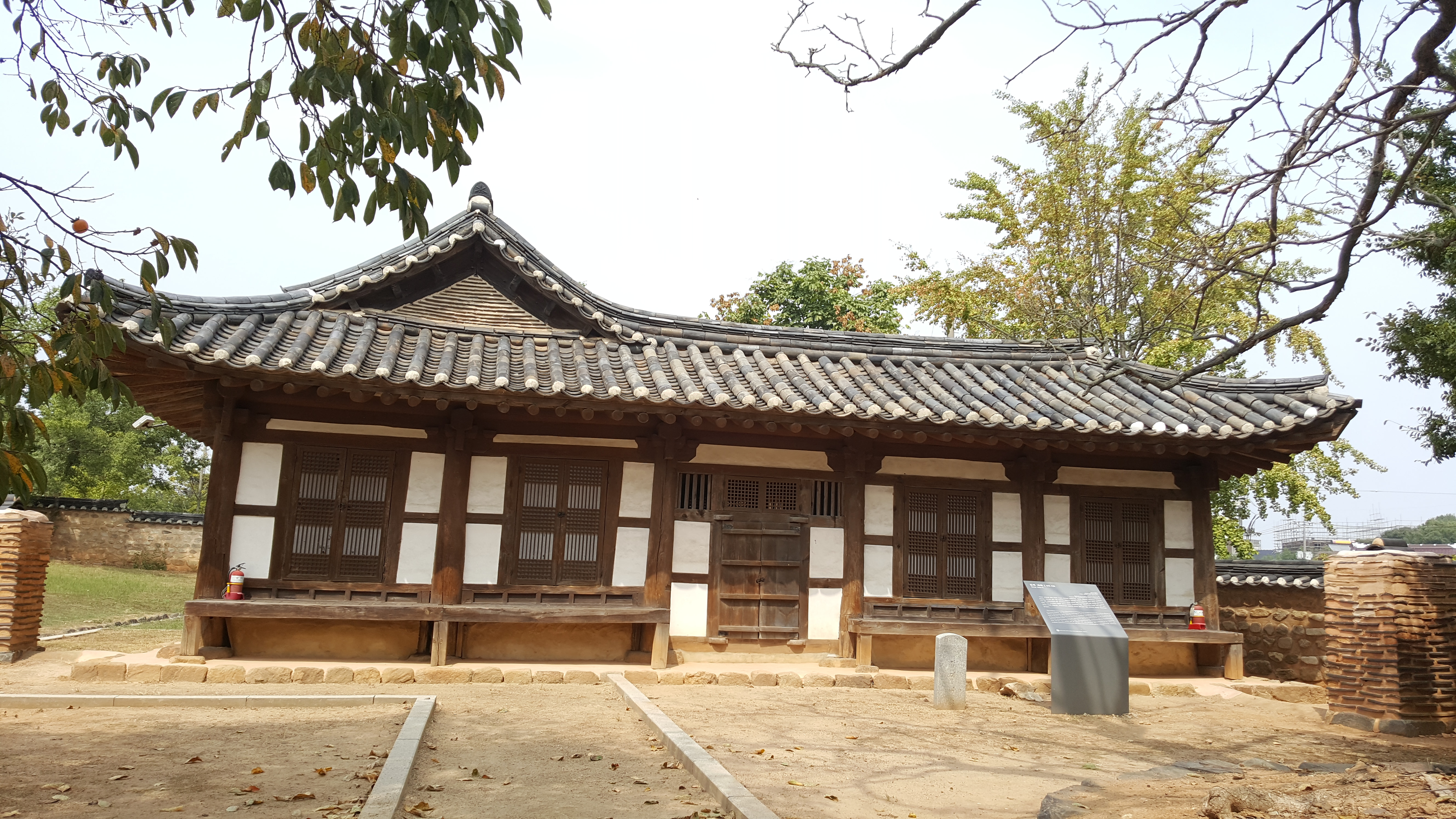
김제 내아

## 참고 자료
- 김제동헌 - 국가유산청 국가유산포털